# Eupithecia bicurvicera
Eupithecia bicurvicera är en fjärilsart som beskrevs av Claude Herbulot 1972. Eupithecia bicurvicera ingår i släktet Eupithecia och familjen mätare. Inga underarter finns listade i Catalogue of Life.